# Andriej Triefiłow
Andriej Wiktorowicz Triefiłow, ros. Андрей Викторович Трефилов (ur. 31 sierpnia 1969 w Kirowo-Czepiecku) – rosyjski hokeista, reprezentant ZSRR, WNP i Rosji, dwukrotny olimpijczyk.

## Kariera
- Dinamo Moskwa (1986-1988)
- Dizelist Penza (1989)
- Dinamo 2 Moskwa (1989-1992)
- Dinamo Moskwa (1990-1992)
- Calgary Flames (1992-1994)
- Salt Lake Golden Eagles (1992-1992)
- Saint John Flames (1993-1995)
- Buffalo Sabres (1995-1997)
  -  Rochester Americans (1995, 1997)
- Chicago Blackhawks (1997-1998)
- Calgary Flames (1997)
- Indianapolis Ice (1998-1999)
- Detroit Vipers (1998-1999)
- Ak Bars Kazań (1999)
- Chicago Wolves (1999-2000)
- DEG Metro Stars (2000-2006)

Wychowanek klubu Olimpija Kirowo-Czepieck. W maju 2006 roku zakończył karierę zawodniczą po sześciu sezonach w zespole DEG Metro Stars. Od 2009 roku był trenerem bramkarzy w niemieckim klubie Füchse Duisburg.
Uczestniczył w turniejach mistrzostw świata w 1991 (ZSRR), 1992, 1993, 1996 (Rosja), zimowych igrzysk olimpijskich 1992 (WNP), 1998 (Rosja) oraz Pucharu Świata 1996.

## Sukcesy
Reprezentacyjne
- Złoty medal igrzysk olimpijskich: 1992 z WNP
- Srebrny medal igrzysk olimpijskich: 1998 z Rosją
- Brązowy medal mistrzostw świata: 1991 z ZSRR
- Złoty medal mistrzostw świata: 1990 z Rosją

Klubowe
- Złoty medal Mistrzostw ZSRR: 1991, 1992 z Dinamem Moskwa
- Mistrzostwo dywizji NHL: 1994 z Calgary Flames
- Turner Cup: 2000 z Chicago Wolves
- Srebrny medal Mistrzostw Niemiec: 2006
- Puchar Niemiec: 2006

Indywidualne
- Nagroda dla najlepszego pierwszoroczniaka sezonu ligi radzieckiej 1990/1991
- IHL 1998/1999:
  - James Norris Memorial Trophy - pierwsze miejsce w klasyfikacji średniej goli straconych na mecz
  - Drugi skład gwiazd
- IHL 1999/2000:
  - Bud Poile Trophy - Najbardziej Wartościowy Zawodnik (MVP) w fazie play-off
- DEL (2000/2001):
  - Najlepszy zawodnik sezonu DEL
  - Mecz Gwiazd DEL
- DEL (2002/2003):
  - Mecz Gwiazd DEL
- DEL (2003/2004):
  - Mecz Gwiazd DEL

Wyróżnienia
- Zasłużony Mistrz Sportu ZSRR w hokeju na lodzie: 1992
- Rosyjska Galeria Hokejowej Sławy: 2014